# Francesco Bertazzoli
 Francesco Bertazzoli  (Lugo, 1 de maig de 1754 – Roma, 7 d'abril de 1830) va ser un cardenal, poeta i escriptor italià.

## Biografia
Després dels estudis de filosofia es va fer eclesiàstic. El 1802 va ser nomenat arquebisbe titular d'Edesa d'Osroene. Amic del Papa Pius VII, es va reunir a petició seva amb Napoleó Bonaparte.
Per tant, es va traslladar a París, on va romandre fins a la signatura del concordat. Va acompanyar el Papa Pius VII durant el seu captiveri. De tornada a Itàlia va ocupar molts càrrecs i honors: prefecte de la congregació de les disciplines educatives de l'estat, on va elaborar diversos reglaments importants.
El Papa ho elevat al rang de cardenal al consistori del 10 de maig de 1823 i es va convertir en bisbe de Palestrina. Va servir tres papes (Pius VII, Lleó XII i Pius VIII).
Va escriure poemes i contes. Va morir el 7 d'abril de 1830 als 75 anys.

## Obres
- Proposizioni di matematica e geometria dedicate alla beatissima Vergine del Buon Consiglio dal suo servo Francesco Bartazzoli ..., Faenza, Stamperia del Benedetti, 1772.
- Lettere varie del canonico Francesco Bertazzoli e di Francesco Albergati Capacelli, Parma, presso i fratelli Borsi, 1793.
- Dissertazione del cittadino Francesco dottor Bertazzoli di Lugo diretta a confutare […] alcune proposizioni esposte dal cittad. Giuseppe Compagnoni..., Lugo, presso Giovanni Melandri, 1798.
- Il mattino della donna cristiana canto del signor canonico Francesco dottor Bertazzoli di Lugo, Lugo, presso Giovanni Melandri, 1800.
- La sublimità dei dogmi da Gesù Cristo insegnati, lo dimostrano il vero Messia, e vero Dio..., Roma, presso il Salomoni, 1803.
- Elogio di Monsignor Domenico Coppola arcivescovo di Mira, ... composto da monsignor Francesco Bertazzoli..., Roma, Stamperia dell'Accademia, 1809?
- Omelia sulla Risurrezione del nostro salvator Gesù Cristo..., Imola, Tipografia comunale per Gianbenedetto Filippini, 1810?